# Hastings (Minnesota)
Pour les articles homonymes, voir Hastings.
Hastings est une ville du comté de Dakota, dans le Minnesota, aux États-Unis. Tout en étant le siège de ce comté, elle s'étend également dans le comté de Washington.

## Source
- (en) Cet article est partiellement ou en totalité issu de l’article de Wikipédia en anglais intitulé « Hastings, Minnesota » (voir la liste des auteurs).